# Фёдоров, Пётр Фёдорович (стоматолог)
Пётр Фёдорович Фёдоров — русский врач-стоматолог.

## Биография

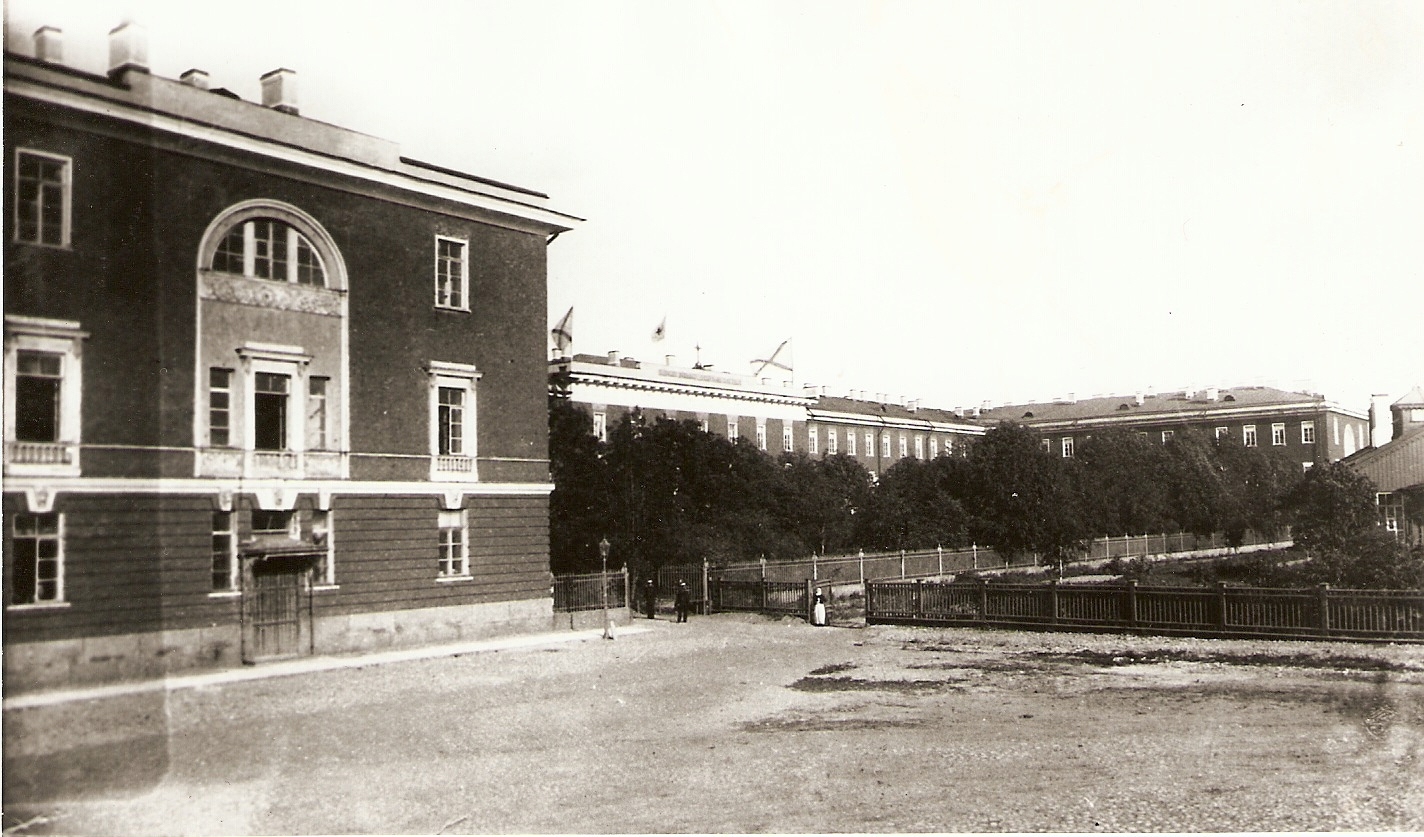
Кронштадтский морской госпиталь.

Выпускник Гатчинского Николаевского сиротского института Пётр Фёдоров был зачислен 15 августа 1876 года в числе 193 кандидатов на медицинское отделение ИМХА, которую (к тому времени переименованную в ИВМА) окончил с отличием в 1881 году.
После окончания академии П. Ф. Фёдоров был направлен на Север н назначен на должность младшего судового врача Архангельской флотской роты. Службу проходил на паровой шхуне «Полярная Звезда». предназначенной для обслуживания маяков на побережье Белого моря. Ежегодно весь период навигации П. Ф. Фёдоров проводил в море. Он часто по долгу службы посещал Соловецкие острова, где кроме исполнения врачебных обязанностей собирал этнографический материал.
Вследствие, проходя службу в Кронштадте, П. Ф. Фёдоров обобщил собранный материал в своей книге «Соловки».
Несмотря на постоянное участие в экспедициях по Белому морю, П. Ф. Фёдоров усиленно готовился к сдаче докторских экзаменов. 1 декабря 1884 года он был допущен к ним, которые успешно сдал 26 января 1885 года.
После этого П. Ф. Фёдоров возвратился в Архангельск и продолжил службу на шхуне «Полярная Звезда».
Вскоре «Полярная Звезда» была направлена в Онежский залив и южную часть Белого моря. П. Ф. Фёдоров продолжил сбор материалов о Соловецких островах, подробно описал жизнь поморов и насельников Соловецкого монастыря. Одновременно он усиленно готовился к защите диссертации на степень доктора медицины.

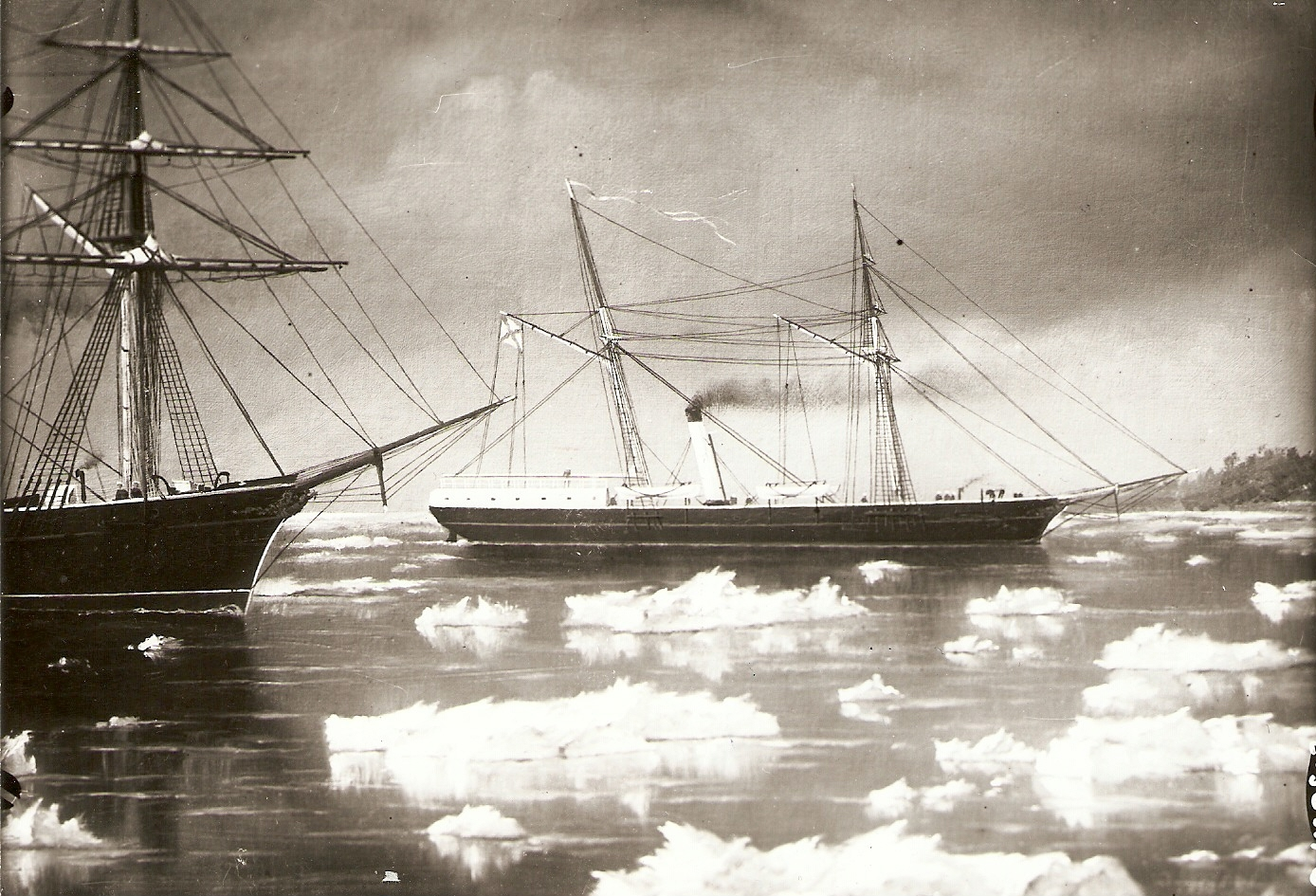
Паровая шхуна «Полярная Звезда»

4 марта 1885 года П. Ф. Фёдоров защитил докторскую диссертацию на тему «Всасывает ли неповрежденная человеческая кожа лекарственные вещества из распыленных водных растворов». Оппонентами П. Ф. Фёдорова были профессора ИВМА В. А. Манассеин, П. П. Сущинский и А. Г. Полотебнов.
Конференция ИВМА постановила: признать П. Ф. Фёдорова в степени доктора медицины и установленным порядком выдать диплом.
В конце 1880-х годов П. Ф. Фёдоров был переведён Петербург и служил в Санкт-Петербургском морском госпитале, одновременно читал лекции для фельдшеров и врачей в Николаевском морском госпитале в Кронштадте.
На должность приват-доцента по зубным болезням 12.11.1892 года был упреждён врач Санкт-Петербургского морского госпиталя доктор медицины П. Ф. Фёдоров, избранный на эту должность конференцией 23.05.1892 года. 28 ноября того же года Конференцией был заслушан одобрительный отзыв комиссии в составе профессоров Е. В. Павлова, В. А. Ратимова и Н. А. Круглевского о программе чтения лекций по зубным болезням приват-доцента П. Ф. Фёдорова, и ему было разрешено в 1891/1892 учебном году чтение систематического курса, состоявшего из 23 лекций (каждую неделю — одна лекция), студентам IV и V курсов и военным врачам, а также проведение с ними практических занятий в зубоврачебном кабинете, развернутом в хирургической клинике профессора В. А. Ратимова. Кабинет был укомплектован тремя бормашинами и зубоврачебными креслами к ним, а также необходимым инструментарием.
С этого времени начался многолетний период врачебной, педагогической научной деятельности П. Ф. Фёдорова в стенах ИВМА, его подвижничества на ниве отечественной медицины и упорной борьбы за создание в академии самостоятельной кафедры одонтологии и клиники зубных болезней, которая в достаточной мере отвлекала его силы от научной работы.
Как военно-морского врача командование флота направило П. Ф. Фёдорова на действующий флот, и следы его затерялись в сражениях Первой мировой войны.

## Научная и педогогическая деятельность

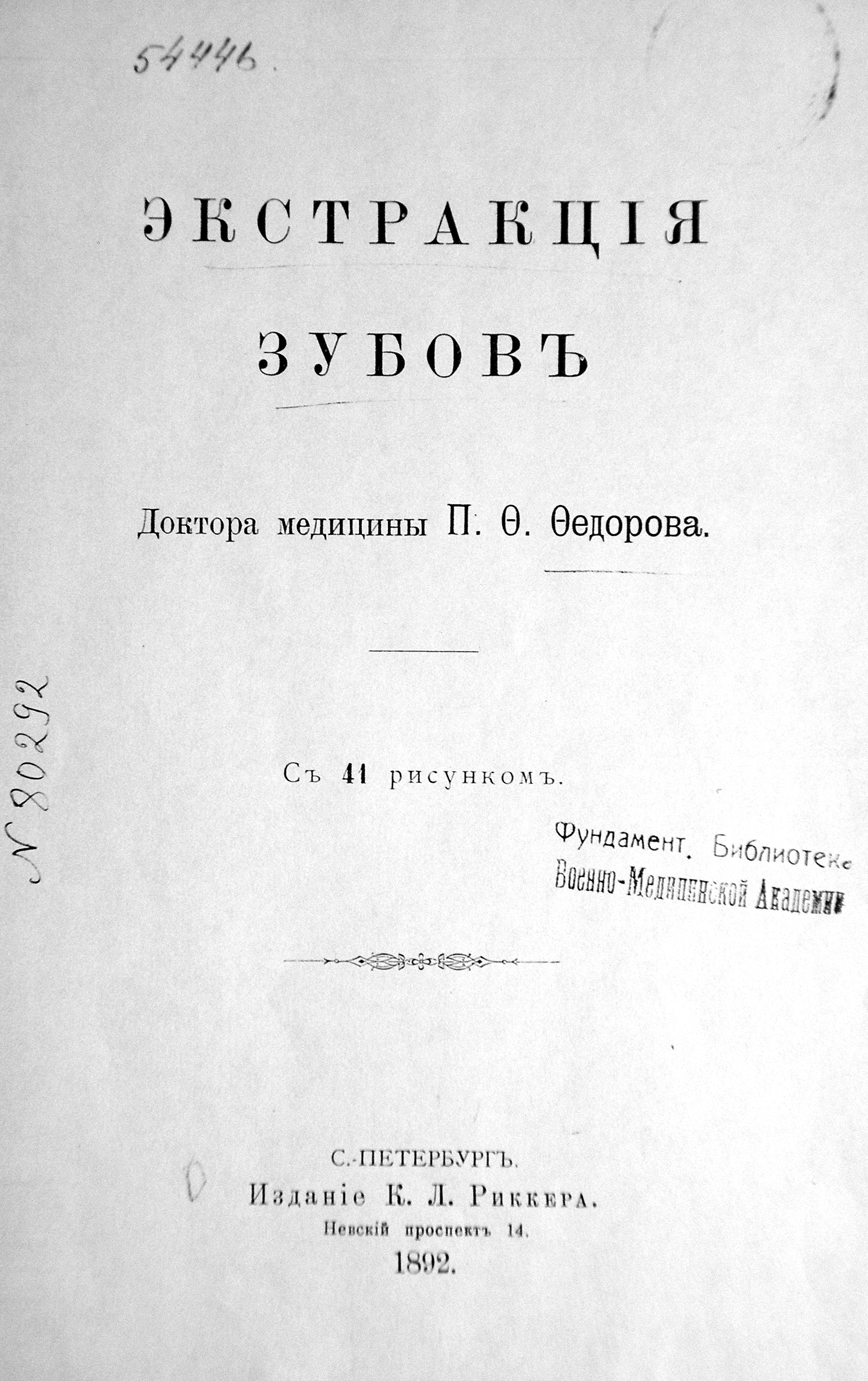
Монография «Экстракция зубов»

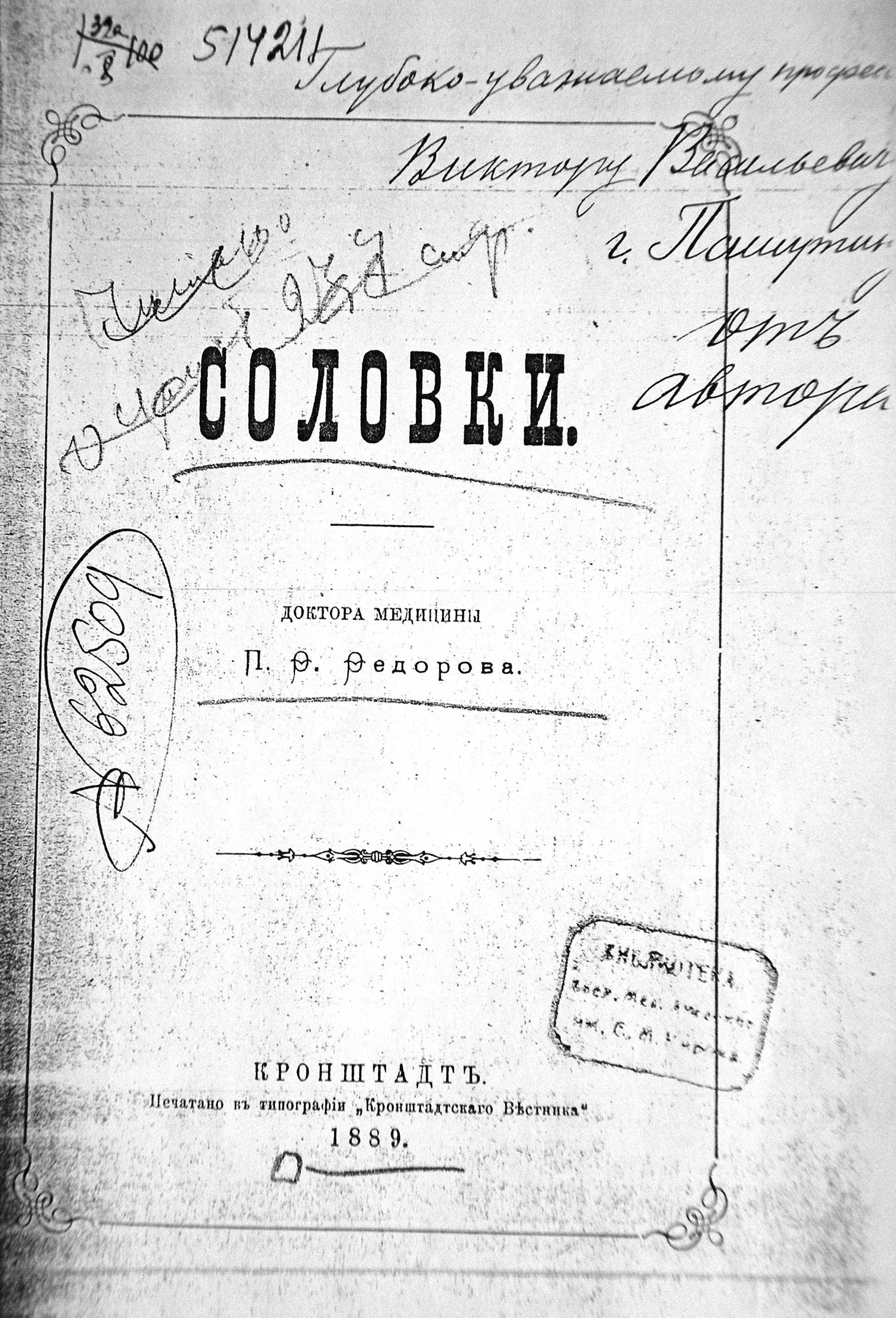
Монография «Соловки»

П. Ф. Фёдоров продолжал активно заниматься научной, врачебной и педагогической деятельностью. Его все больше стали интересовать проблемы и состояние отечественного зубоврачевания, проблемы оказания зубоврачебной помощи нижним чинам русского военного флота. Следует отметить, что в силу специфики службы на флоте в поле зрения морских врачей постоянно находились вопросы оказания зубоврачебной помощи личному составу.
В период службы в Кронштадском морском госпитале П. Ф. Фёдоров систематически изучал доступные ему монографии зарубежных и отечественных авторов по зубоврачеванию: 1. Парейд. Краткое руководство по зубным болезням для врачей и учащихся. 2. Шефф. Руководством изучение зубных болезней. 3. Геллендер. Извлечение зубов. 4. Миллер. Микроорганизмы полости рта, 1889. 5. Баум. Учебник зубоврачебного искусства. 6. Хайдер. Механика зубоврачебных инструментов для удаления зубов. 7. Мюльрейтер. Анатомия зубов человека с указанием на применение её к зубоврачебной технике вставления искусственных зубов (Перевод с немецкого под редакцией Н. Батуева, 1889. ИВМА), 8. В. М. Антоневич. О реплантации и трансплантации зубов. (Диссертация на степень доктора медицины, 1865). 9. А. К. Лимберг. Современная профилактика и терапия костоеды зубов, 1891 (диссертация на степень доктора медицины).
Эти литературные источники указаны П. Ф. Фёдоровым в его монографии «Экстракция зубов».
Одновременно П. Ф. Фёдоров преподавал в Кронштадтской фельдшерской школе, обучал воспитанников экстракции зубов, демонстрировал военным врачам в амбулатории приемы «зубных операций». В Николаевском морском госпитале П. Ф. Фёдоров читал врачам «научные беседы» под заглавием «Основные принципы зубоврачевания». В этот период П. Ф. Фёдоров произвел в амбулатории госпиталя и в «домашней практике» 2409 экстракций.
Наряду с другими морскими врачами (А. Д. Озеров, 1910) П. Ф. Фёдоров (1901) настойчиво вел поиски методов обезболивания, которые можно было применять при проведении оперативных вмешательства на боевых кораблях русского флота. Так, ещё в 1893 году в журнале «Врач» была опубликована его статья «Применение пентала в хирургии», а в Протоколах Общества морских врачей (Кронштадт) — «Об этил-хлориде, бром-этиле и пентале». В 1900 году П. Ф. Фёдоров выступил в том же Обществе с докладом «О местном обезболивании посредством охлаждения», в 1905 году сделал сообщение «О местном обезболивании посредством впрыскивания кокаина с адреналином».
Морские врачи внесли весомый вклад в развитие отечественного зубоврачевания, очевидно, прежде всего потому, что придавали большое значение подготовленности корабельного врача к оказанию неотложной стоматологической помощи в условиях дальнего плавания.
«Программа по зубным болезням», разработанная приват-доцентом П. Ф. Фёдоровым и утвержденная комиссией, содержала следующие разделы: «Анатомия, гистология, иннервация зубов и их надкостницы. Практические выводы из патологии зубов. Значение здоровых и больных зубов для организма. Учение о зубной костоеде. Учение о пломбах. Пломбировочные материалы: смолы, гуттаперча, цементы, амальгама, олово, золото; методы применения, показания и противопоказания к употреблению. Зубоврачебный инструментарий: зеркала, пинцеты, экскаваторы, эмалевые ножи и т. д. Клиника зубной костоеды: признаки костоеды, caries acuta et chronica, 4 степени костоеды с их подразделениями, дифференциальной диагностикой и лечением. О зубных свищах причины, признаки, течение и лечение. Экстракция зубов: показания противопоказания, инструменты, подробное изложение всех приемов самой операции. Гигиена полости рта, зубные капли, эликсиры я порошки. Общие теоретические сведения о протезировании рта».
Таким образом, П. Ф. Фёдоров создал теоретические и организационные предпосылки для появления в будущем трёх основных дисциплин в стоматологии: терапевтической, хирургической и ортопедической, Программа обучения, разработанная П. Ф. Фёдоровым, легла в основу программ по курсу одонтологии в ВМА, действовавших в советский период вплоть до 1924 года.
П. Ф. Фёдоров постоянно работал над обновлением программы по зубным болезням, о чём ежегодно докладывал на заседаниях Конференции ИВМА.
1 сентября 1903 года по рапорту П. Ф. Фёдорова Конференция ИВМА утвердила состав комиссии по улучшению преподавания зубных болезней. В этот период он привлек для проведения практических занятий на амбулаторных приемах военного врача Д. А. Крахоткина, ставшего впоследствии преподавателем кафедры стоматологии академии и зубоврачебных курсов в Военно-медицинском училище им. Н. А. Щорса.
П. Ф. Фёдоров постоянно и настойчиво проводил работу по созданию самостоятельной кафедры одонтологии и клиники по зубным болезням. В 1907 году Конференция ИВМА рассмотрела его рапорт о неудовлетворительной постановке преподавания зубных болезней в академии и постановила: «Поручить рассмотрение этого вопроса Комиссии из профессоров: Г. И. Турнера (председатель), И. Э. Шавловского и С. Н. Делицина».
П. Ф. Фёдоров за время своей работы в морских госпиталях-Петербургском, Николаевском (Кронштадт) и в ИВМА опубликовал следующие работы:
1. «Соловки» — Кронштадт, 1889.
2. «Зубы и их сохранение» (Публичные лекции) — СПб., 1889.
3. «Экстракция зубов». — СПб., 1892.
4. «Общегнилостные процессы вследствие заражения со стороны больных зубов». — «Врач», № 22. — СПб.: 1892.
5. «Положение зубоврачевания у нас и за границей» — «Врач», № 8—9. — СПб.: 1894 (доложено в Хирургическом обществе Пирогова в 1892 году).
6. «Всегда ли разрыхленностъ десен указывает та скорбут» (Протоколы Общества морских врачей, Кронштад за 1893/1894 гг.).
7. «Демонстрация больного с опухолью на uvula» (Протокол Общества морских врачей в Кронштадте за 1993/1994 гг.)
8. «О профессиональном заболевании зубов у музыкантов, играющи на духовых инструментах» (Годовой отчет ИВМА за 1894/1895 учебный год).
9. «Значение больных зубов как раздражителей тройничного нерва» (Доклад в С.-Петербургском Обществе русских врачей, 1895.)
10. «Современное учение о зубной костоеде с обще патологической точки зрения и общие принципы ея лечения» — Медицинские прибавления к Морскому сборнику, май 1896.
11. «О местном обезболивании посредством — охлаждения». (Доклад в Обществе морских врачей в Кронштадте, 1900).
12. «О местном обезболивании посредством впрыскивания кокаина с адреналином» (Доклад в Обществе морских врачей в Кронштадте, 15.02.1905 г.).
13. «Применение пентала в хирургии» — «Врач», № 4. 1893.
14. «Об этил-хлориде, бром-этиле пентале» (Протокол Общества морских врачей в Кронштадте, 1893/1894 г.).
15. «Правовое положение медицины и врачей в Германии» (Протокол Общества морских врачей в Кронштадте, 1893/1894 г.).
16. «Из наблюдений на Абоских островах» (Санитарные условия и заболеваемость местных жителей), (Протокол Общества морских врачей в Кронштате. 1894/1895 г.).

Более 20 лет П. Ф. Фёдоров руководил приват-доцентурой, проводя большую работу по открытию в академии кафедры одонтологии и клиники зубных болезней. Его педагогический, врачебный и научный труд был высоко оценен. Ещё в 1907 году по случаю 15-летия работы П. Ф. Фёдорова в стенах ИВМА Конференция приняла следующее постановление: «Ввиду многолетней и чрезвычайно полезной деятельности морского врача, коллежского советника1 Федорова в качестве приват-доцента академии по зубным болезням просить начальника академии обратиться с ходатайством к Главному Медицинскому инспектору флота о производстве врача Фёдорова в чин статского советника2 не в пример Другим». Работая в ИВМА, П. Ф. Фёдоров не терял связи с флотом. Он постоянно принимал участие в заседаниях Общества морских врачей в Кронштадте. По его инициативе в Санкт-Петербургском адмиралтейском госпитале в 1906 году был открыт и оборудован нештатный зубоврачебный кабинет, все оснащение которого было приобретено в частных магазинах на средства жертвователей. Зубоврачебный прием в нём вел один из помощников П. Ф. Фёдорова дантист Хайкин.

### Научные труды

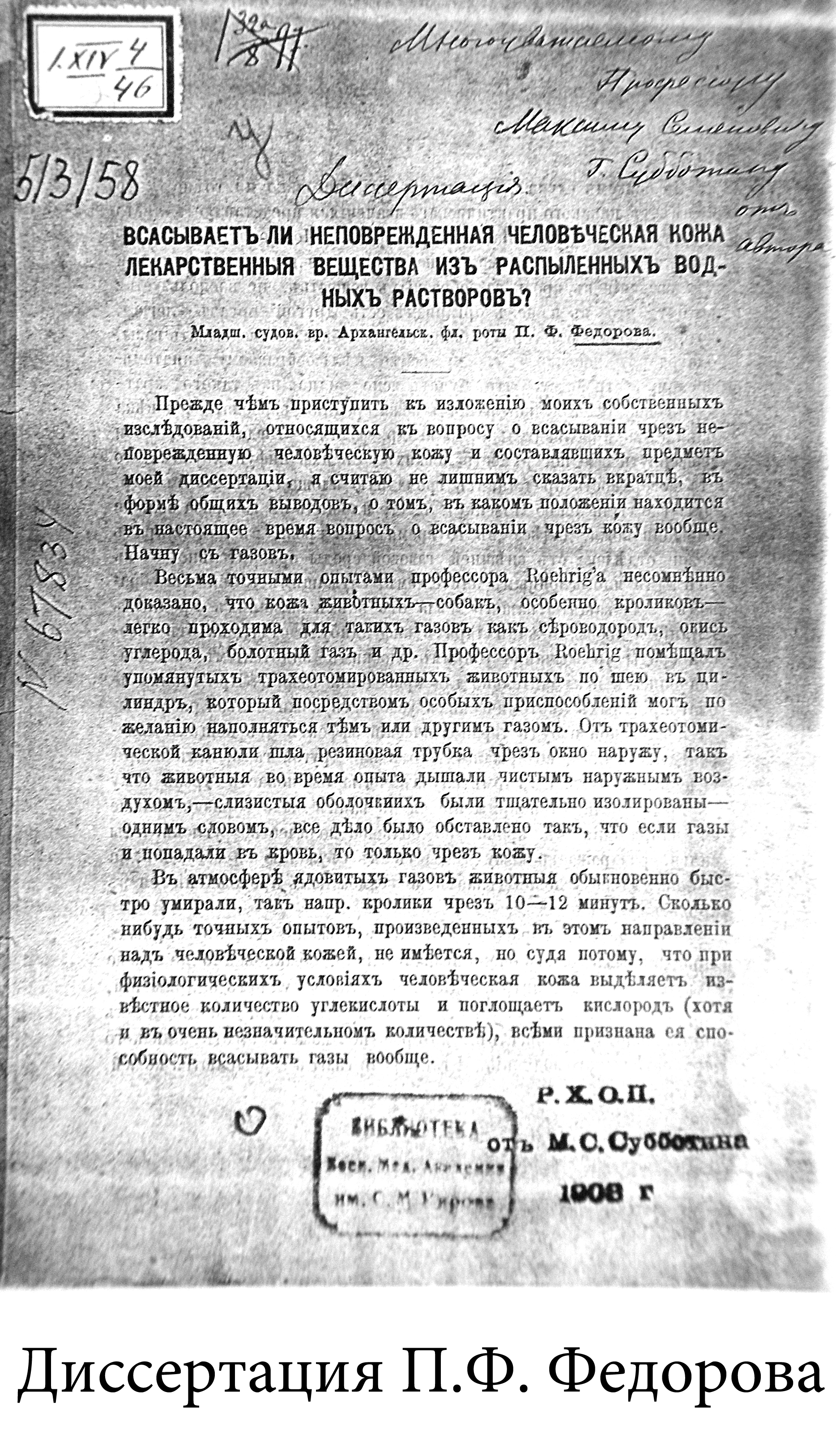

П. Ф. Фёдоров обобщил свой обширный труд о Соловецких островах, что позволило ему выступить в отделении этнографии Императорского Русского Географического общества (ИРГО).
В 1889 году по решению ученого совета ИРГО в типографии газеты «Кронштадтский вестник» был издан его труд «Соловки» под редакцией действительного члена ИРГО В. И. Ламанского (XIX том «Записок ИРГО» по отделению этнографии).
В 1889 году в Петербурге (издательство К. Л. Риккера, Невский проспект, 14) вышла книга П. Ф. Фёдорова «Зубы и их сохранение» (Публичные лекции с 7 рис.). В предисловии он писал: «В предлагаемом труде я задался целью не только изложить правила ухода за зубами, но и представить те научные данным, из которых правила эти вытекают, как следствия. Для этого, кроме устройства зубов, их развития и многосторонняя) значения для нашего организма, необходимо выяснить те ближайший и отдалённые причины, который способствуют порче зубов. Одним словом, я желал бы, чтобы прочитавший эту книжку не только знал, что он должен делать для сохранения своих и детских зубов, но и понимал, почему он гак должен делать, так как, по моему убеждению, гигиенические советы, для которых представлены научные основания, внушают большее доверие и. следовательно, лучше будут выполняться. Насколько достигнута намеченная цель, предоставляю судить читателям».

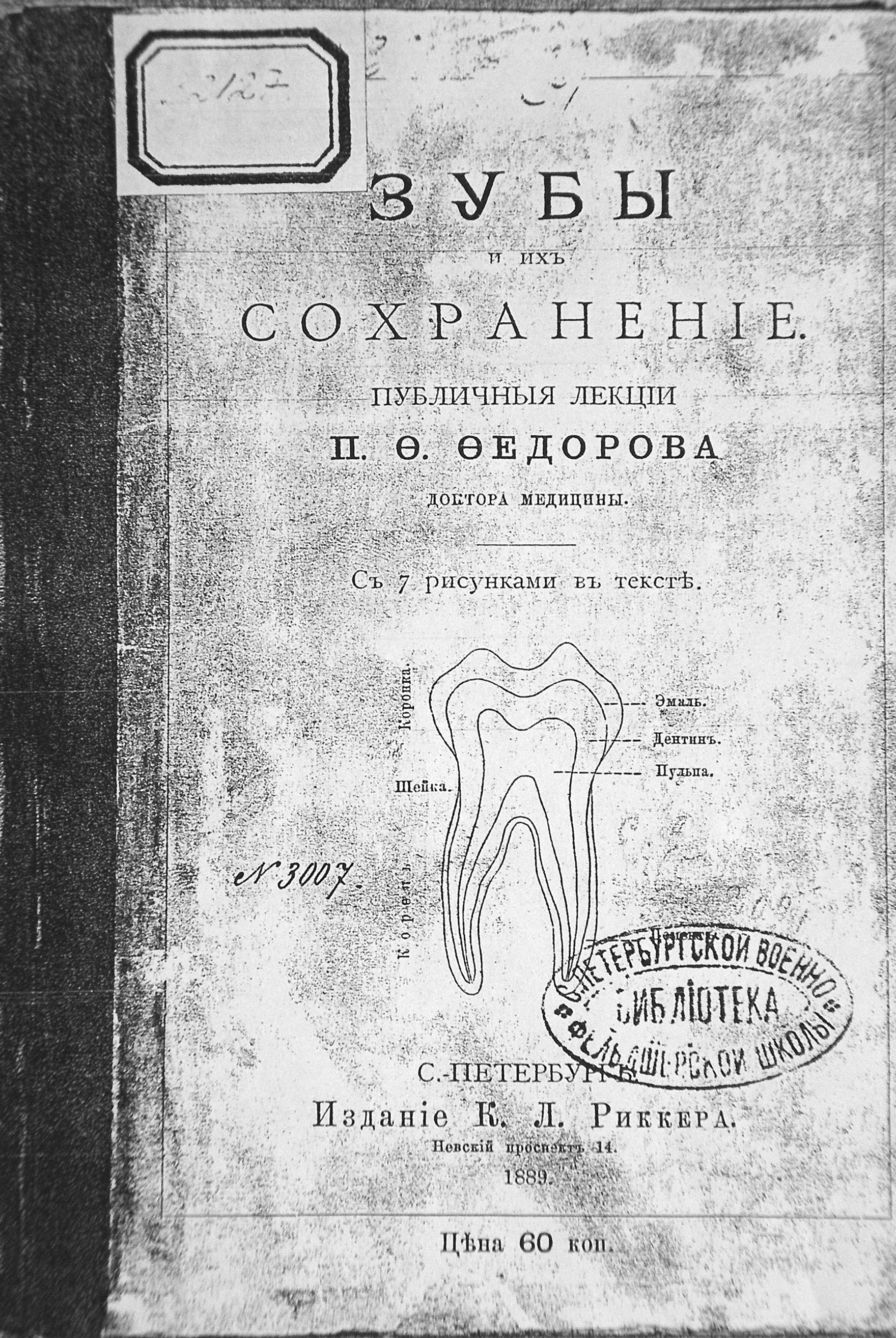

В этой монографии П. Ф. Фёдоров представил обширный статический материал, собранный не только им самим в бытность службы младшим врачом Архангельской флотской роты (234 человек), но и другими авторами, свидетельствующий о широком распространении кариозной болезни среди воинов русской армии и флота: Печерский полк в Выборге, рекруты из Тверской и Суздальской губернии — 40 % заболеваемости у 650 солдат, данные доктора Франциуса; пехотная дивизия в Дагестанской области: у уроженцев южных губерний — 30 % больными зубами, западных губерний — 29,4 % средних губерний — 35 % (доктор Григорьев); 45-й Днепроский полк и резервный батальон — у1526 солдат процент заболеваемости составил: у уроженцев Курской губернии — 43, подольской — 35, бессарабской — 28 (доктор Шер); Архангельский батальон у 550 солдат, уроженцев Архангельской губернии, заболеваемость составила 38 % (доктор Зубчанинов); у 234 матросов Архангельской флотской роты (уроженцев Архангельского и Мезенского уезда) П. Ф. Фёдоров выявил 60 % больные кариесом.
В 1892 году вышла книга П. Ф. Фёдорова «Экстракция зубов» (Издание К Л. Риккера). В её основу легли ранее прочитанные в Кронштадском морском госпитале «беседы» «Основные принципы зубоврачевания».
Сотрудники кафедры челюстно-лицевой хирургии и стоматологии Прохватилов Г.А, Черныш В. Ф., Чепик Г. С. в своей монографии (2007) убедительно доказали, что приват-доцент ИВМА П. Ф. Фёдоров является основоположником отечественной военной стоматологии.